# Virgen de Pueyos
La Virgen de Pueyos es una advocación mariana católica y la patrona del municipio de Alcañiz. Pueyos -que significa pico en el castellano moderno- es un santuario mariano situado al noroeste de Alcañiz a dos kilómetros del río Guadalope junto a la actual pista de carreras motorland. El santuario está integrado por lo que era el asilo -hoy día la iglesia donde se celebra el culto- y la antigua ermita del siglo XIV.
La tradición de principios del siglo XIV cuenta la aparición de la Virgen Santa María a un sencillo pastor llamado Lucio. La Virgen le mostró una figura románica diciéndole: 've a la villa (Alcanit) y haz pública mi voluntad: quiero que veneréis esa imagen en este sitio, mientras lleve aguas el Guadalope y la campiña sostenga plantas'.